# 木戸大聖
木戸 大聖（きど たいせい、1996年12月10日 - ）は、日本の俳優、タレント。福岡県北九州市生まれ。横浜市育ち。A型。トライストーン・エンタテイメント所属。

## 略歴
- 2017年7月、現在の事務所であるトライストーン・エンタテイメントに所属し、芸能活動を始める。同年9月19日、火9ドラマ『僕たちがやりました』（関西テレビ・フジテレビ）最終話に出演し、俳優デビュー。同年10月、自身のInstagramを開設。
- 2018年2月22日、子供向け教育番組『おとうさんといっしょ』（NHK BSプレミアム）へのレギュラー出演が決定。
- 2019年3月25日、大学を卒業したことを自身のInstagramで公表[2]。
- 2021年3月28日、『おとうさんといっしょ 旅立ちスペシャル』をもって、約3年務めた同番組のレギュラーを卒業した。
- 2022年9月24日、クイズ番組『日立 世界・ふしぎ発見!』（TBS）の企画にて、テレビ史上初めて北極点へ到達[3]。同年11月24日、Netflixオリジナルドラマ『First Love 初恋』で若き頃の主人公を演じ[4]、注目を集める。
- 2023年7月7日、映画『先生!口裂け女です!』で映画初主演。同年8月、火曜ACTION!『僕たちの校内放送』（フジテレビ）で連続ドラマに初主演[5]。
- 2024年8月30日、劇場アニメ『きみの色』で鈴川紗由、髙石あかりとトリプル主演を務め、声優初挑戦[6]。
- 2025年2月7日、『2025年ネクストブレイクランキング』の男性俳優部門1位に選ばれた[7]。

## 人物
- 福岡県北九州市で生まれ、横浜市で育つ。
- 現事務所の社長と偶然会う機会があり、その後、レッスンに参加する中で現在のマネージャーから声を掛けられ、2017年7月、現在の事務所「トライストーン・エンタテイメント」に所属する[8]。
- 人見知りな性格だが、人前に出ることは好き。
- 周りからは「マイペースだね。と言われる」と明かすとともに、「『意外と闘争心みたいなものを持っているよね？』と言われることもある」と話す[9]。
- 趣味は古着屋巡り、クラヴ・マガ、ゴルフ、ドライブ。
- ゴルフが趣味になったきっかけは、23歳の誕生日に、当時「おとうさんといっしょ」で共演していた柳原哲也（アメリカザリガニ）からパターを買ってもらい、ちょうど同じタイミングに父親からお下がりのクラブセットをもらったことがきっかけで始めた。
- 特技はバスケットボール。
- 2021年4月24日に自身のInstagramにて生配信を行い、同配信にシークレットゲストで出演した柳原哲也（アメリカザリガニ）との対話の中で普通自動車免許を所有していることが明かされる。
- 映画初主演を務めた「先生!口裂け女です!」において、バイクを運転するシーンが描かれ、木戸は「役でスタントマンなしで乗れたらいいなと思って……。オファーを聞いてから、ピッチをあげて中型免許(普通自動二輪車免許)を取得しました」とインタビューで語っている。[10]
- 妹がいる[9]。
- 好きな色は赤。
- 好きな季節は冬。

## 出演
※太字は主演作品

### バラエティ
- おとうさんといっしょ（2018年4月8日 - 2021年3月28日、NHK BSプレミアム） - たいせい 役
- ぐるっと関西おひるまえ（2018年5月15日、NHK総合）[注釈 1]
- うまいッ!（不定期出演、NHK総合）
- 日立 世界・ふしぎ発見!（不定期出演、TBS）
- バリューの真実 ドラマ「見抜く男」（2022年5月17日、NHK Eテレ） - 福田航平 役
- THE突破ファイル〜命がけで戦う男2時間スペシャル〜（2022年6月16日、日本テレビ） - 長尾隊長 役
- 都会じゃできない10のコト〜山と海で叶える楽園体験〜（2022年9月11日、テレビ東京）
- まる得マガジン（2022年12月5日 - 28日[注釈 2]、NHK Eテレ）
- 全力!脱力タイムズ（2023年3月24日、フジテレビ）
- トークィーンズ（2023年7月27日、フジテレビ）
- 1億人の大質問!?笑ってコラえて!（2023年9月27日、日本テレビ）
- あにまるランキングダム（2024年9月5日、フジテレビ）
- 中居正広のスポーツ珍プレー好プレー（2024年9月17日、フジテレビ）
- あさイチ（2025年1月20日、NHK）
- 土曜スタジオパーク（2020年2月2日、NHK）
- ぐるナイ2時間SP（2025年2月7日、日本テレビ）

### 情報番組
- めざましテレビ（2024年3月4日・11日・19日・25日、フジテレビ） - マンスリーエンタメプレゼンター[11]

### テレビドラマ
- 僕たちがやりました 最終話（2017年9月19日、関西テレビ）
- 明日の約束（2017年10月17日 - 12月19日、関西テレビ） - バスケット部員 役
- anone 第1話（2018年1月10日、日本テレビ） - 清掃員・宮部 役
- モブサイコ100 第6話（2018年2月9日、テレビ東京）
- 簡単なお仕事です。に応募してみた 第9話（2019年9月16日、日本テレビ）
- 絶対零度〜未然犯罪潜入捜査〜 第6話（2020年2月10日、フジテレビ）
- Memories〜看護師たちの物語〜（2020年10月4日 - 2021年3月28日 、BS日テレ） - 秋村正博 役
- 家族の写真（2022年1月2日、東海テレビ） - 中川和哉  役[12][13]
- ホテルマン東堂克生の事件ファイル〜八ヶ岳リゾート殺人事件〜（2022年1月22日、BS-TBS） - 篠崎雅樹 役
- 土曜はナニする!?イケドラ（2023年1月7日 - 28日、関西テレビ・フジテレビ）‐ 主演
- ドラフトキング 第5話・第6話（2023年5月6日・13日、WOWOW） - 北畠翔 役[14]
- 僕たちの校内放送（2023年8月2日 - 23日、フジテレビ） - 主演・今野浩哉 役[15]
- ゆりあ先生の赤い糸（2023年10月19日 - 12月14日、テレビ朝日） - 伴優弥 役 [16]
- 高額当選しちゃいました（2024年3月23日、フジテレビ） - 主演・新条彰 役[17]
- 万博の太陽（2024年3月24日、テレビ朝日） - 倉本鉄平 役[18]
- 9ボーダー（2024年4月19日 - 6月21日、TBS） - 高木陽太 役[19]
- 海のはじまり（2024年7月1日 - 9月23日、フジテレビ） - 月岡大和 役[20]
- バニラな毎日（2025年1月20日 - 3月13日、NHK総合） - 秋山静 役[21]

### Webドラマ
- 主人公（2019年9月2日 - 10月7日、YouTube） - 若槻勝 役
- イケMEN!〜3分だけのキュン彼氏〜 第1話・第2話（2021年11月11日・18日、Spotify） - あざと可愛い彼・アヤト 役[22]
- Hulu U35クリエイターズ・チャレンジ「脱走球児」（2022年2月、Hulu）- 主演・遠藤まさお 役（櫻井健人とW主演）[23]
- トークサバイバー！〜トークが面白いと生き残れるドラマ〜 第7話・第8話（2022年3月8日配信開始、Netflix） - 若大悟 役
- First Love 初恋（2022年11月24日配信開始、Netflix） - 若き頃の並木晴道 役
- ゆりあ先生の赤い糸のはじまりのはじまり（2023年11月16日、TELASA） - 伴優弥 役[24]
- 忍びの家 House of Ninjas（2024年2月15日配信開始、Netflix） - 京谷康平 役
- 海のはじまりスピンオフドラマ「兄とのはじまり」（2024年7月15日 - 8月5日、TVer） - 主演・月岡大和 役[25]

### 映画
- 紅葉橋（2018年8月） - 新村啓太 役
- 銀魂2 掟は破るためにこそある（2018年8月17日公開）
- L♡DK ひとつ屋根の下、「スキ」がふたつ。（2019年3月21日公開） - 竹村 役
- サヨナラまでの30分（2020年1月24日公開）
- のぼる小寺さん（2020年7月3日公開） - 真壁 役
- 大怪獣のあとしまつ（2022年2月4日公開） - 須田 役
- メイヘムガールズ（2022年11月25日公開） - 鈴木祐介 役[26][27]
- 先生!口裂け女です!（2023年7月7日公開） - 主演・タケシ 役[28]
- ゆきてかへらぬ（2025年2月21日公開） - 中原中也 役[29]
- パリピ孔明 THE MOVIE（2025年4月25日公開）[30]
- WIND BREAKER / ウィンドブレイカー（2025年12月5日公開予定） - 楡井秋彦 役[31][32]
- モブ子の恋（2026年初夏公開予定） - 主演・入江博基 役（桜田ひよりとのダブル主演）[33]

### 劇場アニメ
- きみの色（2024年8月30日公開、東宝） - 主演・影平ルイ 役（鈴川紗由、髙石あかりとのトリプル主演）[6]

### 舞台
- 朗読劇「季節が僕たちを連れ去ったあとに」（2017年10月、あうるすぽっと） - 寺山少年 役
- ケストナー生誕120周年記念「どうぶつ会議」（2019年1月24日 - 2月3日、新国立劇場小劇場） - ヒョウ 役
- こまつ座 第135回公演「日本人のへそ」（2021年3月6日 - 28日、紀伊國屋サザンシアター TAKASHIMAYA / 4月1日 - 4日、新歌舞伎座 / 4月6日・7日、関内ホール大ホール / 4月10日、多賀城市民会館大ホール / 4月17日・18日、日本特殊陶業市民会館ビレッジホール）
- Shakespeare's R&J 〜R&J / シェイクスピアのロミオとジュリエット〜（2023年6月2日 - 18日、東京芸術劇場シアターウエスト / 6月24日 - 25日、穂の国とよはし芸術劇場PLAT） - 学生2・ジュリエット / ベンヴォーリオ / 修道士ジョン 役[34]

### コンサート
2018年 
- おとうさんといっしょ 出張レオてつコンサート（2018年5月26日、綾瀬市オーエンス会館）
- おとうさんといっしょ 出張レオてつコンサート（2018年7月29日、鴻巣市文化センター 大ホール）
- おとうさんといっしょ 出張レオてつコンサート（2018年8月5日、NHKスタジオパーク）
- みんなでわくわくフェスティバル!!
- おとうさんといっしょ 出張レオてつコンサート（2018年9月8日、伊勢崎市文化会館 大ホール）
- おとうさんといっしょ レオレオステージショー（2018年10月6日 - 7日、オアシス21 銀河の広場）
- おとうさんといっしょ 出張レオてつコンサート（2018年11月3日 - 4日、NHK大阪放送会館）
- おとうさんといっしょ 出張レオてつコンサート（2018年11月25日、NHK松山放送局）

 2019年 
- みんなで ゆめのももたろう
- おとうさんといっしょ 出張レオてつコンサート（2019年3月23日、NHKスタジオパーク）
- おとうさんといっしょ レオレオステージショー in 大分（2019年3月30日、J:COMホルトホール大分大ホール）
- おとうさんといっしょ 出張レオてつコンサート（2019年5月18日、アプラたかいし）
- おとうさんといっしょ 出張レオてつコンサート（2019年7月20日、滋賀県立文化産業交流会館）
- からだ!うごかせ!元気だボーン!

### ラジオ
- 今日は一日○○三昧（2018年5月5日、NHK-FM）
- あさステ!（2019年1月23日、超A&G+）
- 今日は一日○○三昧（2019年5月5日、NHK-FM）

### オーディオドラマ
- おやつのいくさ（2020年8月15日・22日、NHK-FM） - 紀伊國屋一馬 役

### Web
- タレントデータバンク（2018年4月3日）
- 森永製菓 「マクロビ派 素材の恵みを耳元で体感編」（2019年4月1日 - ）[35]
- Af「Af_081 TAISEI KIDO」（2019年8月30日）[36]
- HiM Films（2019年9月16日 - 30日）

### CM
- 森永製菓「マクロビ派 お届け編」（2019年10月1日）[37]
- マイナビ「未来が見える世界をつくる。編」（2023年7月19日）[38]
- 日本製鉄
  - 「朝の体操編」「落書き編」「おねだり編」（2023年10月2日）[39]
  - 「缶が好き編」（2024年7月12日）[40]

### ミュージック・ビデオ
- SUPER BEAVER『片想い』（2025年3月24日）[41]

## 書籍

### 写真集
- HANA-UTA（2024年7月1日、ワニブックス）ISBN 978-4-8470-8562-8[42]

### 雑誌
- JUNON6月号（2018年4月23日）
- 王子辞典 The NEW WAVE（2018年10月12日）
- ポポロ 5月号（2020年3月21日）
- +act.（2022年11月11日）
- non-no（2022年11月18日）
- ViVi（2023年1月23日）
- SPUR（2023年1月23日）
- GINGER（2023年1月23日）
- フィガロジャポン（2023年2月20日）
- CanCam（2023年2月22日）
- JUNON（2023年2月22日）
- VOGUE JAPAN（2023年3月1日）
- with（2023年3月6日）
- FINEBOYS（2023年3月9日）
- BAILA（2023年3月28日）